# Villeneuve-Saint-Denis
Pour les articles homonymes, voir Villeneuve.
Villeneuve-Saint-Denis est une commune française située dans le département de Seine-et-Marne en région Île-de-France.

## Géographie

### Localisation
La commune est située à environ 11 kilomètres au sud-est de Lagny-sur-Marne.
- 1Carte dynamique
- 2Carte Openstreetmap
- 3Carte topographique
- 4Carte avec les communes environnantes

### Communes limitrophes
Les communes limitrophes sont : Bailly-Romainvilliers, Favières, Jossigny, Neufmoutiers-en-Brie, Serris, Villeneuve-le-Comte.
| Jossigny | Serris                 | Bailly-Romainvilliers |
|          | Villeneuve-Saint-Denis | Villeneuve-le-Comte   |
| Favières |                        | Neufmoutiers-en-Brie  |

### Géologie et relief
L'altitude de la commune varie de 116 mètres à 131 mètres pour le point le plus haut, le centre du bourg se situant à environ 121 mètres d'altitude (mairie). Elle est classée en zone de sismicité 1, correspondant à une sismicité très faible.

### Hydrographie

#### Réseau hydrographique

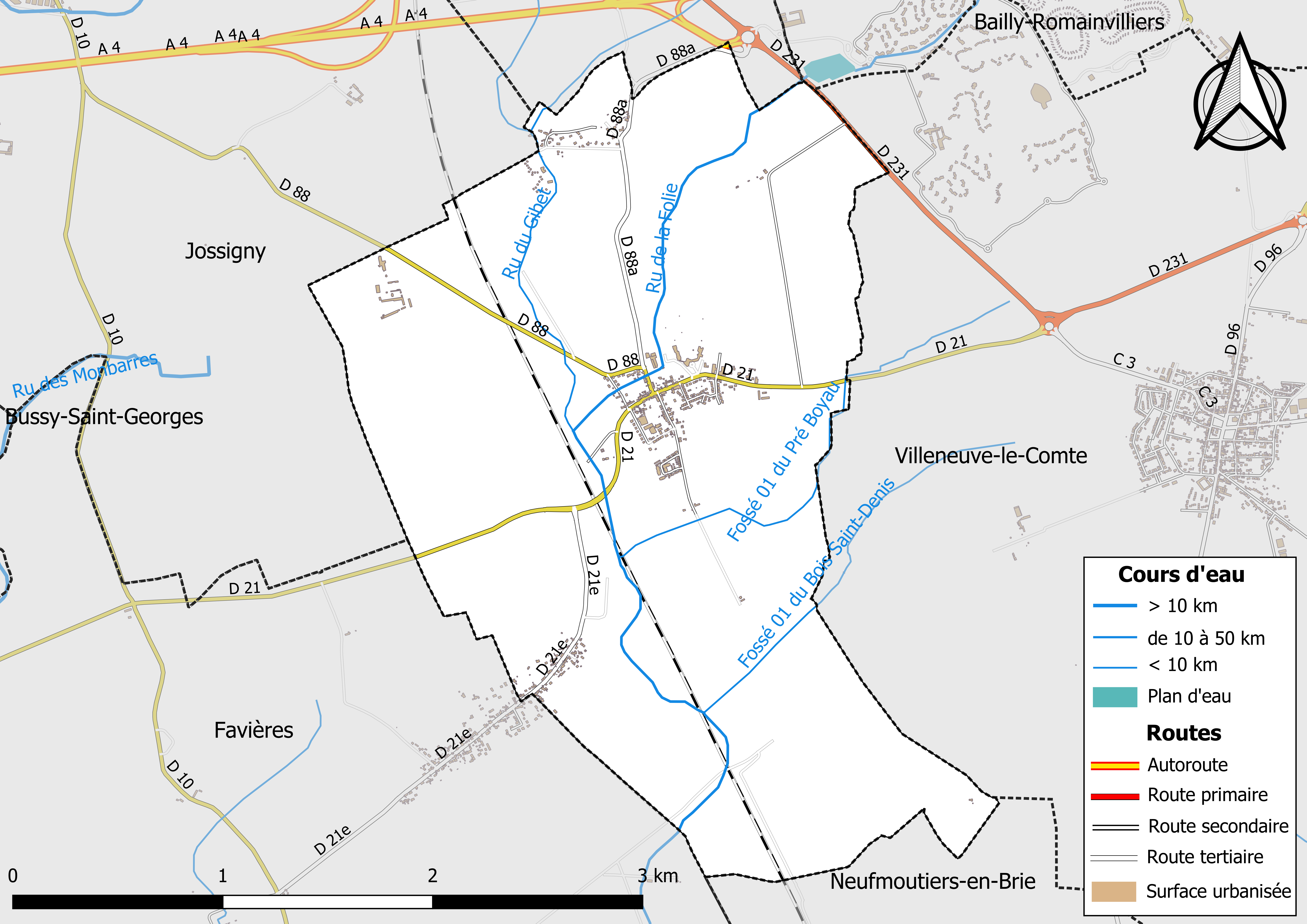
Carte des réseaux hydrographique et routier de Villeneuve-Saint-Denis.

Le réseau hydrographique de la commune se compose de cinq cours d'eau référencés :
- le ru de la Folie, 9,81 km[3], qui conflue avec le ru de la Hotte ;
  - le fossé 01 du Bois Saint-Denis, 2,11 km[4] et ;
  - le fossé 01 du Pré Boyau, 2,60 km[5], et ;
  - le ru du Gibet, 2,97 km[6], qui confluent avec le ru de la Folie ;
    - le fossé 01 du Bois Ripault, 1,36 km[7], qui conflue avec le ru du Gibet ;

La longueur totale des cours d'eau sur la commune est de 8,45 km.

#### Gestion des cours d'eau
Afin d’atteindre le bon état des eaux imposé par la Directive-cadre sur l'eau du 23 octobre 2000, plusieurs outils de gestion intégrée s’articulent à différentes échelles : le SDAGE, à l’échelle du bassin hydrographique, et le SAGE, à l’échelle locale. Ce dernier fixe les objectifs généraux d’utilisation, de mise en valeur et de protection quantitative et qualitative des ressources en eau superficielle et souterraine. Le département de Seine-et-Marne est couvert par six SAGE, au sein du bassin Seine-Normandie.
La commune fait partie du SAGE « Yerres », approuvé le 13 octobre 2011. Le territoire de ce SAGE correspond au bassin versant de l’Yerres, d'une superficie de 1 017 km2, parcouru par un réseau hydrographique de 450 kilomètres de long environ, répartis entre le cours de l’Yerres et ses affluents principaux que sont : le ru de l'Étang de Beuvron, la Visandre, l’Yvron, le Bréon, l’Avon, la Marsange, la Barbançonne, le Réveillon. Le pilotage et l’animation du SAGE sont assurés par le syndicat mixte pour l'assainissement et la gestion des eaux du bassin versant de l’Yerres (SYAGE), qualifié de « structure porteuse ».

### Climat
Pour des articles plus généraux, voir Climat de l'Île-de-France et Climat de Seine-et-Marne.
En 2010, le climat de la commune est de type climat océanique dégradé des plaines du Centre et du Nord, selon une étude du CNRS s'appuyant sur une série de données couvrant la période 1971-2000. En 2020, Météo-France publie une typologie des climats de la France métropolitaine dans laquelle la commune est exposée à un climat océanique altéré et est dans la région climatique Nord-est du bassin Parisien, caractérisée par un ensoleillement médiocre, une pluviométrie moyenne régulièrement répartie au cours de l’année et un hiver froid (3 °C).
Pour la période 1971-2000, la température annuelle moyenne est de 10,7 °C, avec une amplitude thermique annuelle de 15,2 °C. Le cumul annuel moyen de précipitations est de 735 mm, avec 11,5 jours de précipitations en janvier et 7,9 jours en juillet. Pour la période 1991-2020, la température moyenne annuelle observée sur la station météorologique la plus proche, située sur la commune de Torcy à 11 km à vol d'oiseau, est de 12,1 °C et le cumul annuel moyen de précipitations est de 716,4 mm,. Pour l'avenir, les paramètres climatiques de la commune estimés pour 2050 selon différents scénarios d'émission de gaz à effet de serre sont consultables sur un site dédié publié par Météo-France en novembre 2022.

### Milieux naturels et biodiversité

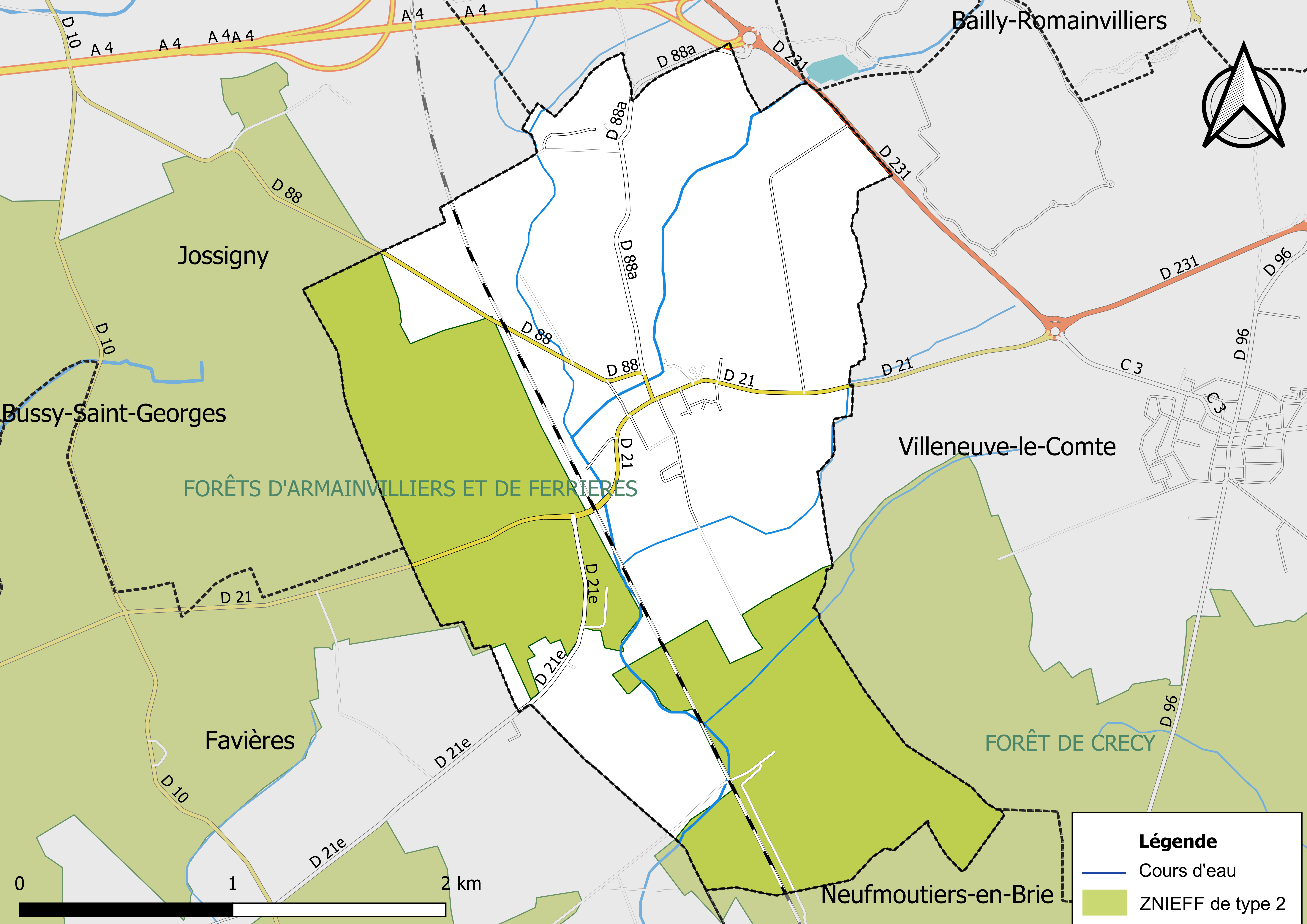
Carte des ZNIEFF de type 2 localisées sur la commune.

L’inventaire des zones naturelles d'intérêt écologique, faunistique et floristique (ZNIEFF) a pour objectif de réaliser une couverture des zones les plus intéressantes sur le plan écologique, essentiellement dans la perspective d’améliorer la connaissance du patrimoine naturel national et de fournir aux différents décideurs un outil d’aide à la prise en compte de l’environnement dans l’aménagement du territoire.
Le territoire communal de Villeneuve-Saint-Denis comprend deux ZNIEFF de type 2,, :
- la « Forêt de Crécy » (6 897,74 ha), couvrant 17 communes du département[19] ;
- les « forêts d'Armainvilliers et de Ferrières » (5 682,94 ha), couvrant 12 communes du département[20].

## Urbanisme

### Typologie
Au 1er janvier 2024, Villeneuve-Saint-Denis est catégorisée bourg rural, selon la nouvelle grille communale de densité à sept niveaux définie par l'Insee en 2022.
Elle est située hors unité urbaine. Par ailleurs la commune fait partie de l'aire d'attraction de Paris, dont elle est une commune de la couronne,. Cette aire regroupe 1 929 communes,.

### Occupation des sols
L'occupation des sols de la commune, telle qu'elle ressort de la base de données européenne d’occupation biophysique des sols Corine Land Cover (CLC), est marquée par l'importance des forêts et milieux semi-naturels (57,8 % en 2018), une proportion sensiblement équivalente à celle de 1990 (57,5 %). La répartition détaillée en 2018 est la suivante :
forêts (53%), terres arables (36,4%), milieux à végétation arbustive et/ou herbacée (4,8%), zones agricoles hétérogènes (4,5%), zones urbanisées (1,4 %).
Parallèlement, L'Institut Paris Région, agence d'urbanisme de la région Île-de-France, a mis en place un inventaire numérique de l'occupation du sol de l'Île-de-France, dénommé le MOS (Mode d'occupation du sol), actualisé régulièrement depuis sa première édition en 1982. Réalisé à partir de photos aériennes, le Mos distingue les espaces naturels, agricoles et forestiers mais aussi les espaces urbains (habitat, infrastructures, équipements, activités économiques, etc.) selon une classification pouvant aller jusqu'à 81 postes, différente de celle de Corine Land Cover,,. L'Institut met également à disposition des outils permettant de visualiser par photo aérienne l'évolution de l'occupation des sols de la commune entre 1949 et 2018.

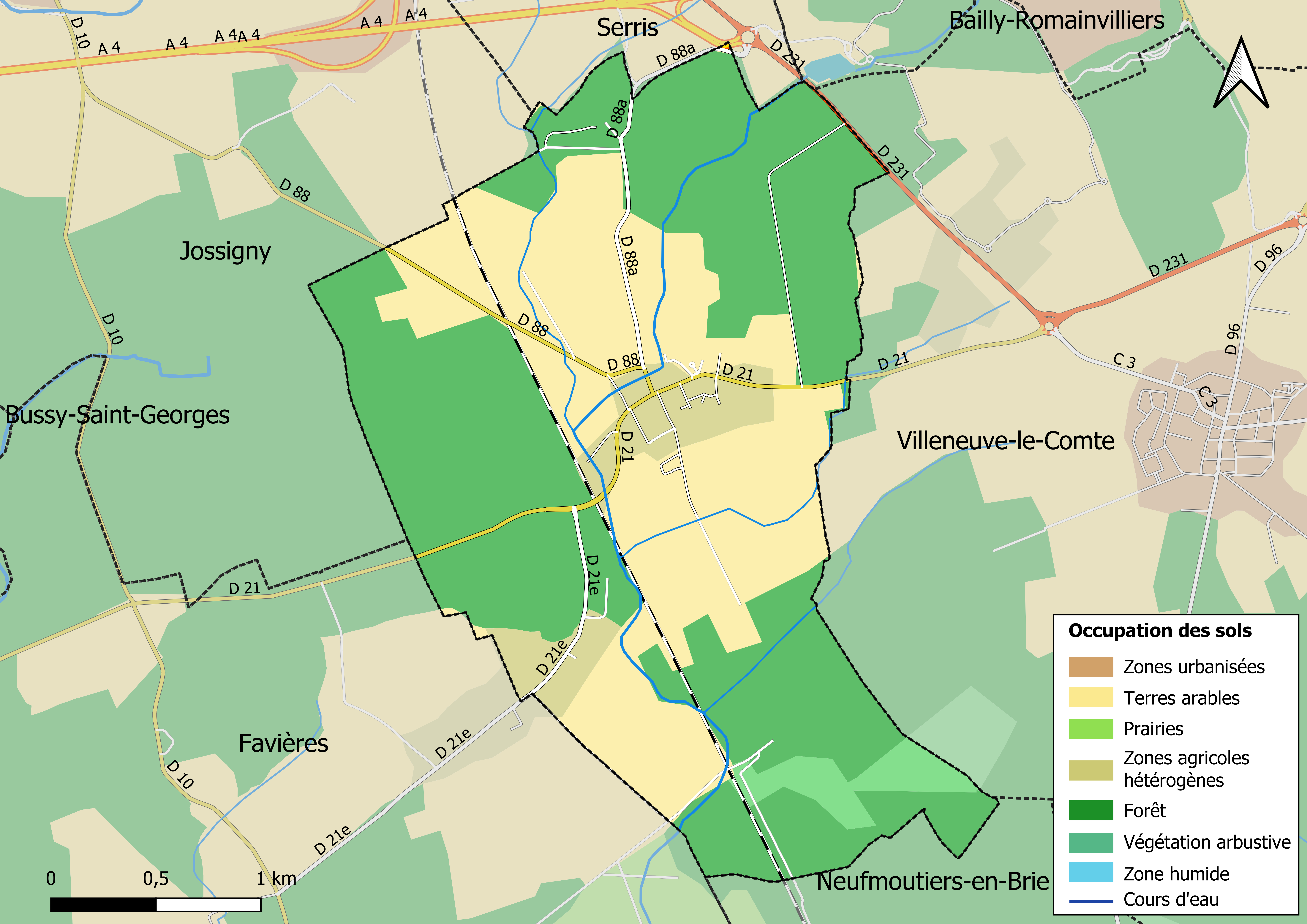
Carte des infrastructures et de l'occupation des sols en 2018 (CLC) de la commune.
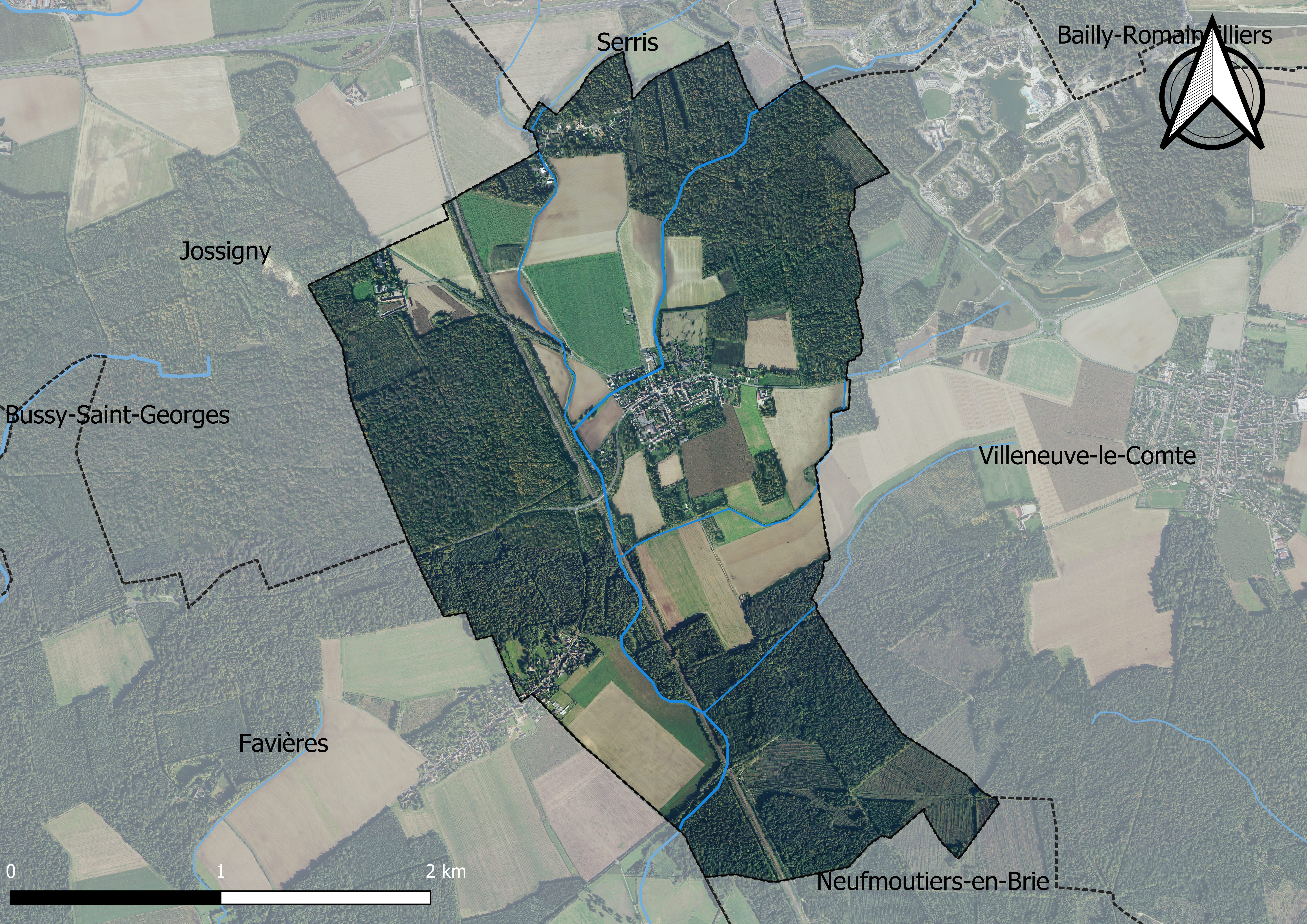
Carte orhophotogrammétrique de la commune.

### Planification
La commune, en 2019, avait engagé l'élaboration d'un plan local d'urbanisme. Un plan local d'urbanisme intercommunal couvrant le territoire de la communauté de communes de la Bassée - Montois était en élaboration,.

### Lieux-dits et écarts
La commune compte 20 lieux-dits administratifs répertoriés consultables ici (source : le fichier Fantoir) dont le Gibet, la Guette et la Dénicherie.

### Quartiers
Le village voit sa population augmenter avec la création de deux quartiers résidentiels, de 2017 à 2020. Une portion limitée à 30 km/h est créée ainsi que des ralentisseurs.

### Logement
En 2016, le nombre total de logements dans la commune était de
363 dont 75,2 % de maisons et 24,3 % d’appartements.
Parmi ces logements, 80,7 % étaient des résidences principales, 2,4 % des résidences secondaires et 17 % des logements vacants.
La part des ménages fiscaux propriétaires de leur résidence principale s’élevait à 71 % contre 27,1 % de locataires,, dont 5,4 % de logements HLM loués vides (logements sociaux) et, 1,9 % logés gratuitement.

### Voies de communication et transports

#### Transports
La commune est desservie par la ligne No 32 (Tournan-en Brie - Val d'Europe) du réseau de bus Pays Briard.
Depuis avril 2024, la commune est desservie en soirée par le bus Soirée Marne-la-Vallée - Chessy, permettant de relier la gare de Marne-la-Vallée - Chessy.

## Toponymie
Le nom de la localité est mentionné sous les formes Villa nova heati Dionysii en 1225 ; Villeneuve-Saint-Denis en 1801.
Au cours de la Révolution française, la commune porte les noms de Villeneuve-Franciade et de Villeneuve-l'Union.
De l'oïl ville et de l'adjectif féminin nova, « neuve ».
Le toponyme ville apparut sous les Mérovingiens aux Ve, VIe et VIIe siècles et se multiplia quand les monastères défrichèrent et mirent les « essarts » en culture.
En 1674, l'Académie royale des sciences oublie d'indiquer Villeneuve-Saint-Denis sur la carte des environs de Paris, peut-être par confusion avec le village voisin de Villeneuve-le-Comte.
L'hagiotoponyme Saint-Denis fait référence à Denis de Paris, premier évêque de Paris, saint patron de l'ancienne chapelle du village.

## Histoire
Au début du XIIIe siècle, cité en 1217, Villeneuve-Saint-Denis naît au cœur de la forêt briarde avec l'arrivée des moines défricheurs. Les moines constituent alors de véritables sociétés d'agriculture. Le défrichement est long, ils sont aidés par l'arrivée des colons, des menuisiers et charpentiers.
Le village touche au domaine du roi de France, bordé par la forêt de Crécy. C'est alors une plaine de labourages sans vignes.
L'église d'alors était une forme de chapelle bâtie par Hugues Foucault, abbé de Saint-Denis. Elle n'existe plus, la bâtisse actuelle est vieille de 275 ans.
Saint Denis a été saint patron de l'ancienne chapelle, d'où le nom du village, Sanctus Dionysus la Villa Nova, mais ensuite les habitants ont souhaité un second saint patron et ce fut sainte Christine. On trouve une seule sépulture : un des derniers seigneurs de la Guette.
Le hameau de la Guette, repérable par son château, est un fief assis sur la paroisse. Philippe le Bel en fit don à son valet de chambre, Dreux de la Guette, en 1307[réf. nécessaire].
En 1522, les moniales cisterciennes de l'abbaye du Pont-aux-Dames à Couilly déclarent aux officiers du roi François Ier posséder cent dix arpents de terre et prés depuis la fondation de leur abbaye en 1226, aux charges de messes, prières et oraisons, lesquels héritages sont baillés à ferme d'argent à l'année pour un montant de 16 livres 10 sols, tant cens que rente pour chaque année au jour de saint Martin
Au XVIe siècle on trouve un Jean de la Guette qui, pour honorer une dette, céda en 1554 la terre de la Guette.
En 1723, Pierre Martin est qualifié de seigneur de la Guette.
Le château de la Guette fut reconstruit au XIXe siècle. Il devint la propriété des Rothschild. Pendant l'occupation allemande, il abritera des enfants juifs, souvent orphelins. Actuellement[Quand ?], il est aménagé en 32 logements sociaux.
L'école qui existait déjà en 1789, fut détruite par un incendie au XIXe siècle. Elle fut reconstruite au début du XXe siècle grâce notamment à une souscription de 6 000 F auprès des habitants, grandement aidés par le baron Edmond de Rothschild, grand-père de l'actuel baron Edmond.
La mairie fut détruite et reconstruite en même temps que l'école. Dans la salle du Conseil, des plaques honorent depuis le 31 août 1919 les enfants morts pour la France et les généreux donateurs : la baronne de Semellé et les Rothschild.
Du lavoir et de la grange aux dîmes (dernier vestige écroulé dans les années 1950), il ne reste plus rien aujourd'hui.
La commune a connu, en 1944, le massacre de onze jeunes résistants, alors que Paris était déjà libéré. Un monument témoigne de ce triste événement.

## Politique et administration

### Intercommunalité
Villeneuve-Saint-Denis fait partie de Val d'Europe Agglomération avec 9 autres communes.
Elle s'y est rajoutée en 2018, en faisant le choix de quitter son ancienne intercommunalité, avec la commune de Villeneuve-le-Comte. Auparavant, la commune faisait partie de la Communauté de communes du Val Briard, de 2017 à 2020.

Logo de Val d'Europe Agglomération.
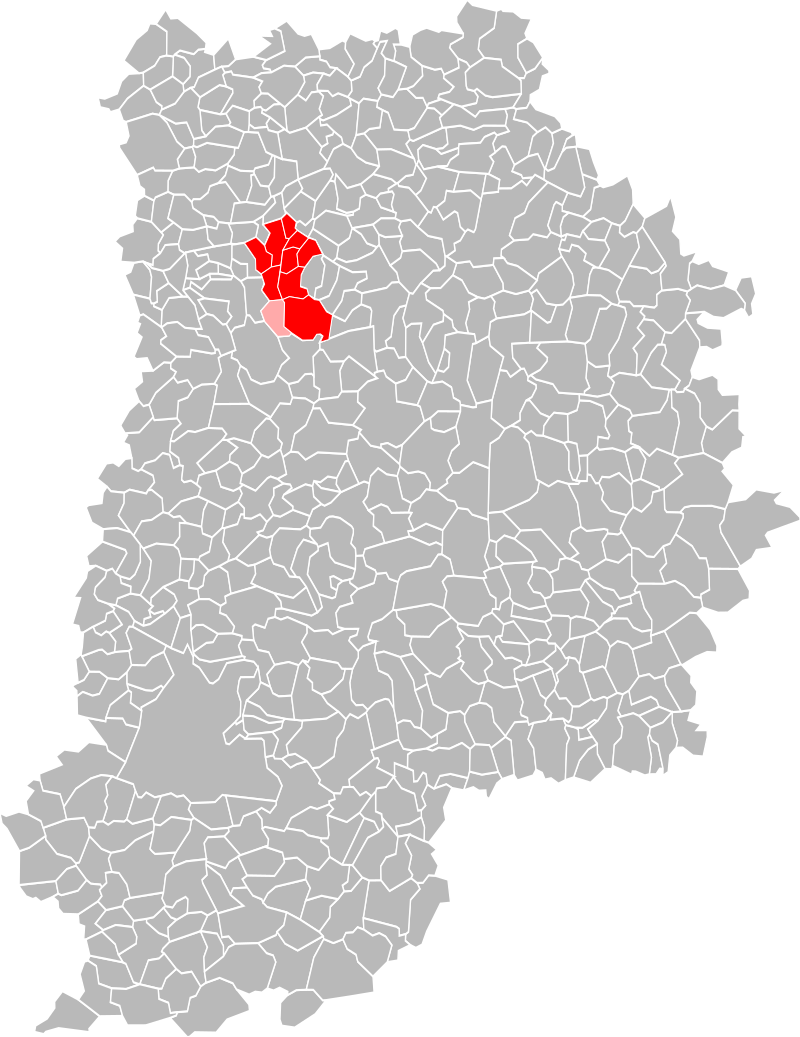
Localisation de Villeneuve-Saint-Denis au sein de Val d'Europe Agglomération.

### Liste des maires
| Période                                  | Période  | Identité        | Étiquette | Qualité |
| ---------------------------------------- | -------- | --------------- | --------- | ------- |
| Les données manquantes sont à compléter. |          |                 |           |         |
| mars 1989                                | 2018     | Gérard Debout   | DVD       |         |
| 2018                                     | en cours | Peggy Pharisien |           |         |

## Équipements et services

### Eau et assainissement
L’organisation de la distribution de l’eau potable, de la collecte et du traitement des eaux usées et pluviales relève des communes. La loi NOTRe de 2015 a accru le rôle des EPCI à fiscalité propre en leur transférant cette compétence. Ce transfert devait en principe être effectif au 1er janvier 2020, mais la loi Ferrand-Fesneau du 3 août 2018 a introduit la possibilité d’un report de ce transfert au 1er janvier 2026,.

#### Assainissement des eaux usées
En 2020, la gestion du service d'assainissement collectif de la commune de Villeneuve-Saint-Denis est assurée par Val d'Europe Agglomération (CAVEA) pour la collecte, le transport et la dépollution. Ce service est géré en délégation par une entreprise privée, dont le contrat arrive à échéance le 31 décembre 2021,,.
L’assainissement non collectif (ANC) désigne les installations individuelles de traitement des eaux domestiques qui ne sont pas desservies par un réseau public de collecte des eaux usées et qui doivent en conséquence traiter elles-mêmes leurs eaux usées avant de les rejeter dans le milieu naturel. Val d'Europe Agglomération (CAVEA) assure pour le compte de la commune le service public d'assainissement non collectif (SPANC), qui a pour mission de vérifier la bonne exécution des travaux de réalisation et de réhabilitation, ainsi que le bon fonctionnement et l’entretien des installations. Cette prestation est déléguée à la SAUR, dont le contrat arrive à échéance le 31 décembre 2027,.

#### Eau potable
En 2020, l'alimentation en eau potable est assurée par le SMAEP de la Brie Boisée qui en a délégué la gestion à l'entreprise Suez, dont le contrat expire le 31 mai 2023,,.

## Population et société

### Démographie
L'évolution du nombre d'habitants est connue à travers les recensements de la population effectués dans la commune depuis 1793. Pour les communes de moins de 10 000 habitants, une enquête de recensement portant sur toute la population est réalisée tous les cinq ans, les populations de référence des années intermédiaires étant quant à elles estimées par interpolation ou extrapolation. Pour la commune, le premier recensement exhaustif entrant dans le cadre du nouveau dispositif a été réalisé en 2008.

En 2022, la commune comptait 1 383 habitants, en évolution de +55,04 % par rapport à 2016 (Seine-et-Marne : +3,92 %, France hors Mayotte : +2,11 %).
| 1793 | 1800 | 1806 | 1821 | 1831 | 1836 | 1841 | 1846 | 1851 |
| ---- | ---- | ---- | ---- | ---- | ---- | ---- | ---- | ---- |
| 249  | 320  | 324  | 359  | 368  | 366  | 335  | 332  | 312  |

| 1856 | 1861 | 1866 | 1872 | 1876 | 1881 | 1886 | 1891 | 1896 |
| ---- | ---- | ---- | ---- | ---- | ---- | ---- | ---- | ---- |
| 331  | 362  | 363  | 338  | 363  | 311  | 346  | 345  | 336  |

| 1901 | 1906 | 1911 | 1921 | 1926 | 1931 | 1936 | 1946 | 1954 |
| ---- | ---- | ---- | ---- | ---- | ---- | ---- | ---- | ---- |
| 328  | 307  | 255  | 230  | 228  | 195  | 189  | 160  | 260  |

| 1962 | 1968 | 1975 | 1982 | 1990 | 1999 | 2006 | 2008 | 2013 |
| ---- | ---- | ---- | ---- | ---- | ---- | ---- | ---- | ---- |
| 323  | 357  | 380  | 475  | 559  | 670  | 693  | 699  | 754  |

| 2018 | 2022  | - | - | - | - | - | - | - |
| ---- | ----- | - | - | - | - | - | - | - |
| 955  | 1 383 | - | - | - | - | - | - | - |

### Enseignement
- École primaire Les Grands Prés[52].

### Santé
- Centre de réadaptation cardiaque[53].

## Économie

### Revenus de la population et fiscalité
En 2018, le nombre de ménages fiscaux de la commune était de 310, représentant 857 personnes et la  médiane du revenu disponible par unité de consommation  de 27 640 euros.

### Emploi
En 2017, le nombre total d’emplois dans la zone était de 198, occupant 397 actifs  résidants.
Le taux d'activité de la population (actifs ayant un emploi) âgée de 15 à 64 ans s'élevait à 73,9 % contre un taux de chômage de 5,6 %.
Les 20,4 % d’inactifs se répartissent de la façon suivante : 8,9 % d’étudiants et stagiaires non rémunérés, 5,7 % de retraités ou préretraités et 5,8 % pour les autres inactifs.

### Secteurs d'activité

#### Entreprises et commerces
En 2018, le nombre d'établissements actifs était de 51 dont 4 dans l’industrie manufacturière, industries extractives et autres, 11 dans la construction, 13 dans le commerce de gros et de détail, transports, hébergement et restauration, 3 dans l’Information et communication, 1 dans les activités financières et d'assurance, 2 dans les activités immobilières, 8 dans les activités spécialisées, scientifiques et techniques et activités de services administratifs et de soutien, 6 dans l’administration publique, enseignement, santé humaine et action sociale et 3  étaient relatifs aux autres activités de services.
En 2019, 11 entreprises ont été créées sur le territoire de la commune, dont 7 individuelles.
Au 1er janvier 2021, la commune ne disposait pas d’hôtel et de terrain de camping.

#### Agriculture
Villeneuve-Saint-Denis est dans la petite région agricole dénommée la « Brie boisée », une partie de la Brie autour de Tournan-en-Brie. En 2010, l'orientation technico-économique de l'agriculture sur la commune est la culture de céréales et d'oléoprotéagineux (COP).
Si la productivité agricole de la Seine-et-Marne se situe dans le peloton de tête des départements français, le département enregistre un double phénomène de disparition des terres cultivables (près de 2 000 ha par an dans les années 1980, moins dans les années 2000) et de réduction d'environ 30 % du nombre d'agriculteurs dans les années 2010. Cette tendance se retrouve au niveau de la commune où le nombre d’exploitations est passé de 5 en 1988 à 1 en 2010. Parallèlement, la taille de ces exploitations augmente, passant de 57 ha en 1988 à 175 ha en 2010.
Le tableau ci-dessous présente les principales caractéristiques des exploitations agricoles de Villeneuve-Saint-Denis, observées sur une période de 22 ans :
|                                      | 1988 | 2000 | 2010 |
| ------------------------------------ | ---- | ---- | ---- |
| Dimension économique,                |      |      |      |
| Nombre d’exploitations (u)           | 5    | 5    | 1    |
| Travail (UTA)                        | 13   | 23   | 1    |
| Surface agricole utilisée (ha)       | 287  | 274  | 175  |
| Cultures                             |      |      |      |
| Terres labourables (ha)              | 280  | 271  | s    |
| Céréales (ha)                        | 229  | s    | s    |
| dont blé tendre (ha)                 | s    | s    | s    |
| dont maïs-grain et maïs-semence (ha) | 97   | s    | s    |
| Tournesol (ha)                       | 0    |      |      |
| Colza et navette (ha)                | s    | s    | s    |
| Élevage                              |      |      |      |
| Cheptel (UGBTA)                      | 2    | 0    | 0    |

## Culture locale et patrimoine

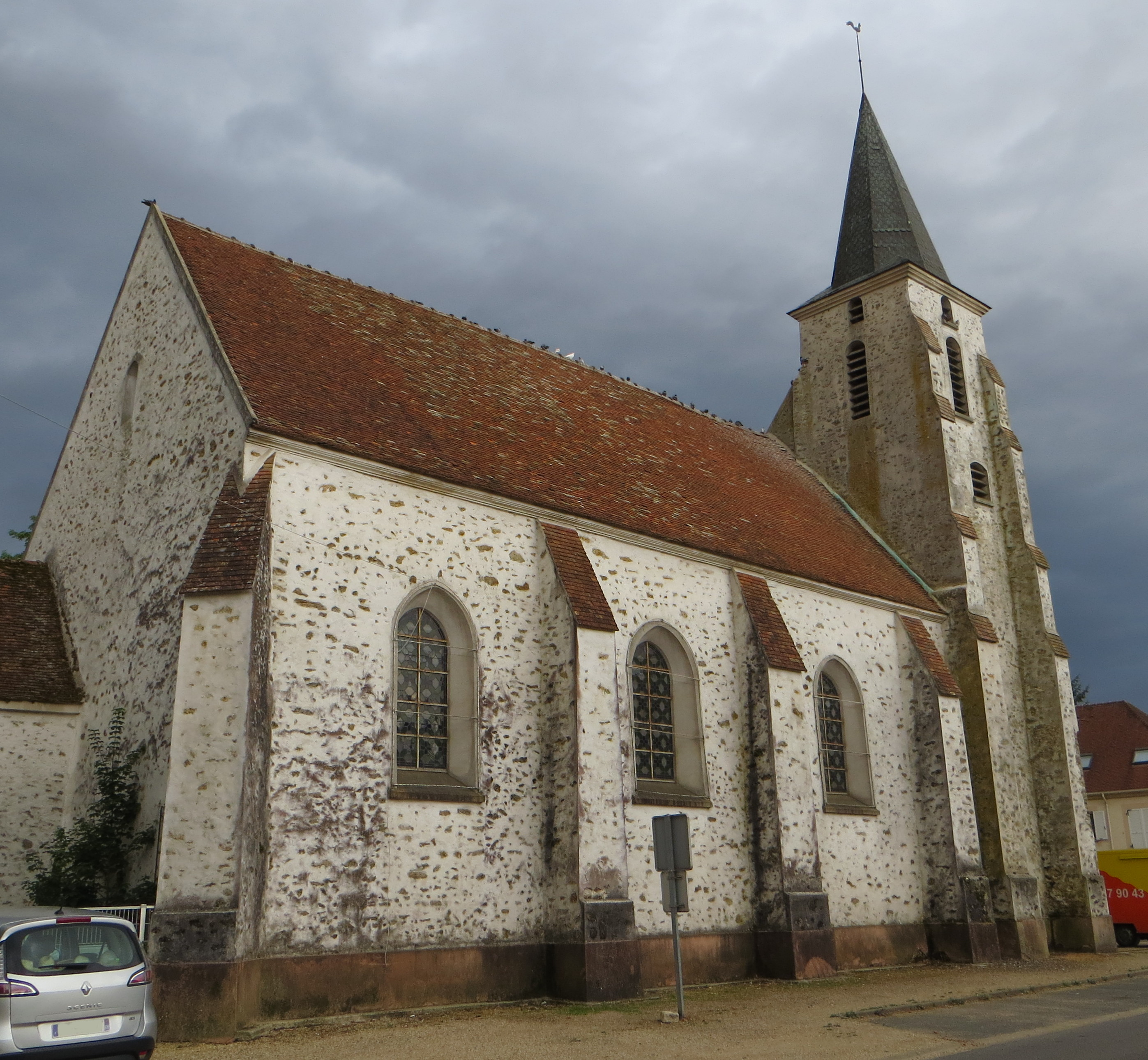
L'église de Villeneuve-Saint-Denis.

### Lieux et monuments
- L'église Sainte-Christine[61] ;
- Le château de la Guette ;
- Le monument aux fusillés de Villeneuve-Saint-Denis[62].

### Personnalités liées à la commune
- Jacques-Henri Lartigue (1894-1986), artiste-peintre, a vécu dans une très grande et ancienne maison, quelques années à Villeneuve-Saint-Denis, sur la route à droite de l'église (cette route n'avait pas de nom à l'époque, fin 1950). Ses petits-enfants sont Olivier, François et Martin, que l'on a pu voir dans la Guerre des Boutons : Martin dit Tintin, jouait le rôle de petit Gibus, et son frère François celui de Grand Gibus. Marco Picot, le réalisateur, était l'oncle du côté maternel de ses enfants.

### Héraldique
| Blason de Villeneuve-Saint-Denis | Blason  | Tiercé en pairle: au 1er de gueules au plateau d'argent, au 2e d'azur à la bande d'argent côtoyée de deux doubles cotices potencées contre-potencées d'or, au 3e d'azur à la fleur de lis d'or; au pairle d'argent chargé de trois cerfs de sable brochant sur la partition; au chef d'azur semé de fleurs de lis d'or. |
| Blason de Villeneuve-Saint-Denis | Détails | Le statut officiel du blason reste à déterminer. |